# Normani x Calvin Harris
Normani x Calvin Harris је ЕП америчке певачице Нормани и шкотског продуцента Калвина Хариса. Објављен је 22. октобра 2018. године и садржи две песме — Checklist са Визкидом и Slow Down. Checklist је требало да буде објављен 9. новембра 2018. као сингл, али је снимање одложено зато што је Нормани, у сарадњи са 6lack-ом, објавила сингл Waves.

## Списак песама
Напомена: Обе нумере је продуцирао Калвин Харис.
| №               | Назив           | Трајање |  |
| 1.              | (са Визкидом)   | 2:49    |  |
| 2.              |                 | 3:25    |  |
| Укупно трајање: | Укупно трајање: | 6:14    |  |